# Gustav IV Adolf
Gustav IV Adolf, född 1 november 1778 på Stockholms slott, död 7 februari 1837 i Sankt Gallen, var kung av Sverige 1792–1809. Han var son till Gustav III och Sofia Magdalena och gift med Fredrika av Baden. I Napoleonkrigen tog han konsekvent ställning mot Napoleon I, vilket till slut ledde till finska kriget, och därmed förlusten av hela området Finland och landskapet Österbotten. Missnöjet var så starkt att han 1809 avsattes i en statskupp, och han levde resten av sitt liv på kontinenten under allt fattigare och alkoholiserade förhållanden.

## Biografi

### Uppväxt

Gustav IV Adolf som barn, cirka 1783, av Anton Ulrik Berndes.

Gustav IV Adolf föddes på Stockholms slott 1 november 1778 som son till Gustav III och Sofia Magdalena. Alla Stockholms invånare hade dagligen fritt tillträde att se den nyfödde kronprinsen. Prinsens hovmästarinna, Hedvig Sofia von Rosen, klagade inför Gustav III över "otillständigheten för fruntimmer att i närvaro av så många människor avkläda och sköta barnet, som titt och ofta behövde snyggas". Men kungen svarade att kronprinsen i tid borde vänja sig att klä sig inför publik. Av fruktan för en rådande smittkoppsepidemi blev dock denna kronprinsens "allmänna mottagning" inställd efter några dagar, men den återupptogs efter dopet. Kronprinsen blev senare vaccinerad (via ympning) mot smittkoppor i maj 1783. Metoden var fortfarande ny i Europa och inte fri från risker, men efter en rekommendation från den ryska kejsarinnan Katarina II gick Gustav III med på vaccinationen. 
Vid de offentliga festligheterna på Gustav Adolfs torg (kallades vid den tiden ännu för Norrmalmstorget) som firade dopet inträffade det en tragedi. Torget var överfyllt med ivriga firande och panik uppstod då mellan 60 till 100 människor blev ihjältrampade. 
Av kungen utsågs 19 adelsmän, 10 präster, 10 borgare och 10 bönder till prinsens faddrar vid hans dop den 10 november samma år. Alla faddrarna tilldelades Gustav III:s faddertecken vid en ceremoni den 27 december 1778. Bland hans faddrar kan nämnas Magnus Fredrik Brahe och Nils Svensson i Håslöv.
Tidigt uppkom illasinnade rykten om att Gustav III inte skulle ha varit far till barnet utan adelsmannen, Adolf Fredrik Munck, från den östra rikshalvan Finland. Han hade varit behjälplig vid kungaparets sexualdebut. Trots att kungaparet visade alla tecken på ett lyckligt äktenskap vid tiden för drottningens första graviditet fördes ryktet vidare, till och med av Gustav III:s bror hertig Karl och av honom till brödernas mor Lovisa Ulrika, vilket ledde till en brytning mellan kungen och henne, som inte bilades förrän på Lovisa Ulrikas dödsbädd. Ryktet var så befäst att det i Svenska adelns Ättar-taflor står under greve Munck af Fulkila att denne tros i hemlighet varit gift med drottning Sofia Magdalena, och "förmodas vara fader till Gustaf IV Adolf".
Kungen engagerade sig djupt i den äldre sonens uppfostran och prinsen togs från sin mor 1780 för att påbörja sin uppfostran hos manliga guvernanter och kavaljerer. Detta var en brytning med normen då detta skedde i vanliga fall mellan tre- till femårsåldern. Den känslomässiga separationen orsakade en konflikt mellan kungen och Sofia Magdalena trots ihärdiga försök av den senare att få honom att ändra sig. Kungen ansåg, enligt Axel von Fersen d.ä., att prinsen var "förveklad och flärdfull[fåfäng]" och bortskämd av sin mors och hennes hovdamers uppfostran. Gustav III fick dock sin vilja fram och Gustav Adolf påbörjade sin utbildning till furste. I juli 1781 fick prinsen en egen informator som skulle ha huvudansvaret för hans uppfostran och bildning, det pedantiska riksrådet Fredrik Sparre. Det visade sig snart att kronprinsens främsta nöje "bestod uti militärisk exercis från morgon till afton", skriver Sparre i sin dagbok: "Leka soldat, granadör, skyltvakt, officer, stå på post, exercera, marschera och slå på trumma är Prinsen omättlig i sedan mer än tre veckor och alla dagar detsamma."
I november 1784 mötte den unge prinsen sin nya informator Nils von Rosenstein. Under von Rosenstein fick Gustav Adolf lära sig franska, latin, historia, geografi och filosofi. Enligt von Rosenstein gjorde prinsen stora framsteg i sina studier och han behärskade franskan vid åtta års ålder samt en del latin. Då kungen ville uppmuntra sin son att använda svenska språket anställde han sekreterare Carlström för att lära prinsen skriva svenska.
När ryska kriget utbröt följde den tioårige kronprinsen händelserna med stort intresse, och då underrättelsen kom om slaget vid Hogland grät han av glädje över att en rysk fregatt blivit tagen.
Tretton år gammal genomlevde Gustav Adolf mordet på sin far, ett trauma som satte djupa spår. Han bröt i ensamheten ut i hejdlös gråt, men offentligt visade han sig lugn och behärskad. Händelserna grep honom så pass att han ett tag inte såg någon annan utväg än att avsäga sig kronan. Han övertalades dock att ändra sig av Gyldenstolpe. Hedvig Charlotta beskriver honom vid denna tid på följande sätt:
| ” | Han är ett märkvärdigt barn, dyster och drömmande och av ett, som det förefaller, nästan hypokondriskt lynne. Hans hälsa är visserligen god, men han är blek och mager samt rätt späd för sina år. Aldrig får man i sällskap se honom glad såsom andra barn utan till och med understundom med tårar i ögonen. | „ |

Den själsskakning han genomgått tog på hans späda nervsystem och yttrade sig i spasmodiga ryckningar och krampanfall. Man hyste allvarliga farhågor för hans hälsa, och det talades om att hans farbror skulle låta läkarna förklara honom sinnessvag och oduglig att regera. Så småningom förbättrades dock hans hälsa, men han var tidtals alltjämt djupt deprimerad.

### Regeringstid

Gustav IV Adolf i furstlig dräkt, med den purpurfärgade kungliga manteln på stolen bakom sig, av Lorens Pasch den yngre.

Motvilligt tog han över regeringen, med farbrodern, hertig Karl, som förmyndarregent – ett förmyndarskap som i praktiken övertogs av Gustaf Adolph Reuterholm, vars far, riksrådet Esbjörn Christian Reuterholm, hade tillhört oppositionen mot Gustav III. Hans informator blev senare kanslirådet Nils von Rosenstein. Han lärde sig latin och, vilket var ovanligt för en svensk kung, också finska, vilket är ironiskt med tanke på att han senare förlorade Finland och blev dess siste svenske regent.  
Från sommaren 1792 började Gustav IV bete sig underligt. Han drabbades av häftiga gråtanfall som kunde hålla i sig i flera dagar innan det upphörde tvärt. Kungen fick också plötsliga kraftiga skrattanfall som gjorde att ibland skrattade han rakt i ansiktet på gäster vid hovet. En sådan incident hände med den polska ambassadören Georg Potocki vid en spridning på Stockholms slott i oktober. Han kunde också gå flera nätter utan sömn och på dagtid observerades det att han hade ryckningar i ansiktet och fick ofrivilliga spasmer i kroppen. Kungen blev undersökt av flera läkare i augusti och framåt som förklarade att han var "hård i magen men frisk till förståndet". 
Oppositionen mot förmyndarregeringen ledde till Armfeltska konspirationen 1793, i vilken kungen vägrade medverka. Kungen blev myndig och därmed regent 1796. Som kung antog han valspråket Gud och folket. 
Gustav Adolfs utseende vid tiden för hans myndighetsförklaring beskrivs på följande vis av hans lärare i krigskonst, den franske officeren Charles de Suremain:
| ” | Hans hållning var värdig, hans samtal avmätt och hans ansikte regelbundet, t. o. m. behagligt, då han tillslöt munnen. Men annars hängde hans stora underläpp ned, så att man såg hans dåliga tänder, och gav honom ett föga begåvat utseende. Jag har aldrig sett en person med så smala axlar. Därigenom kom också hans långa hals att framträda ovanligt mycket. | „ |

Som myndig kung gifte sig Gustav IV Adolf år 1797 med Fredrika Dorothea Wilhelmina av Baden. Äktenskapet var mycket lyckligt,[källa behövs] och den 9 november 1799 föddes parets förste son och Sveriges nye kronprins Gustaf. 

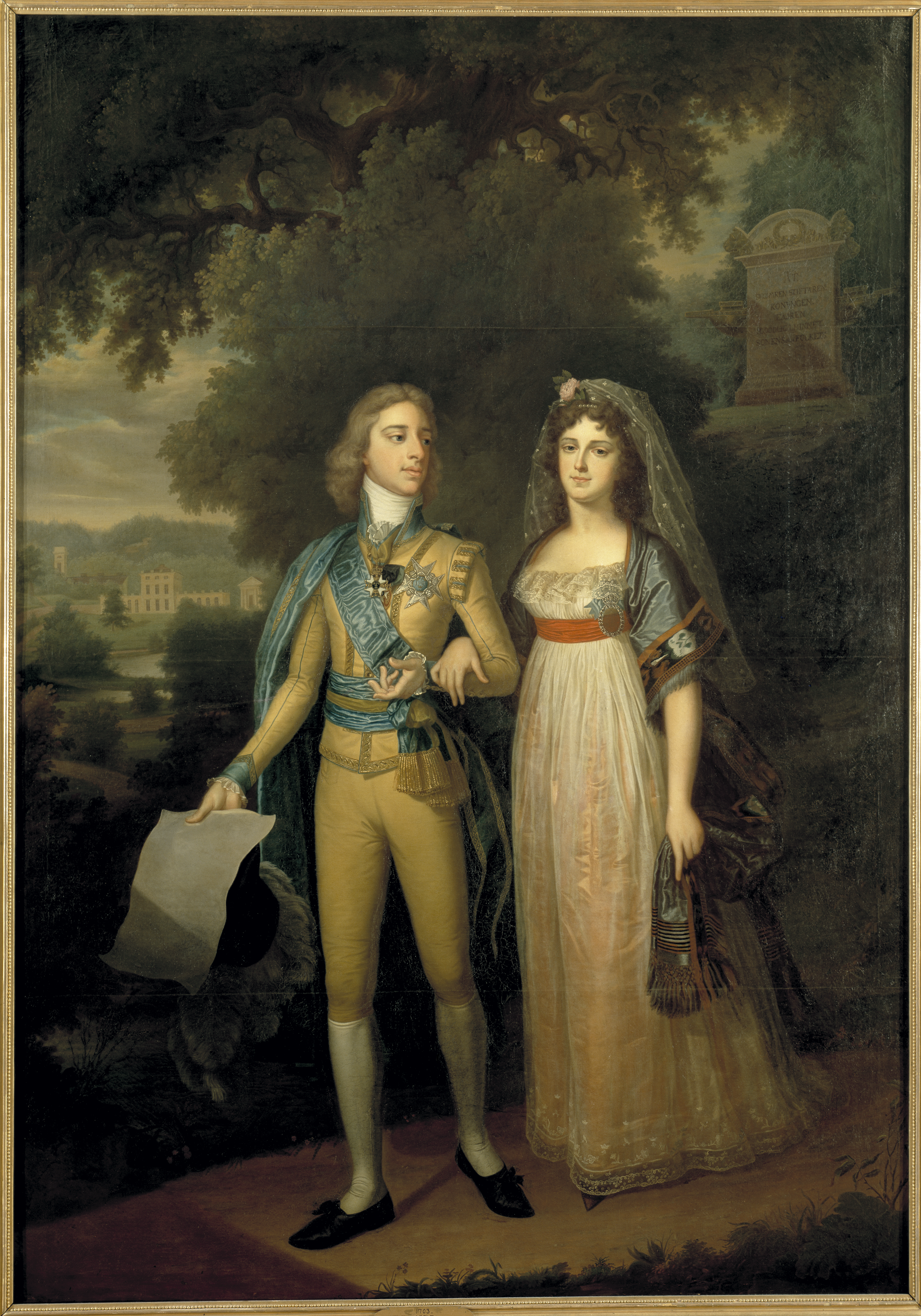
Gustav IV Adolf iklädd Ekolsundsdräkten, som var en variant av den Nationella dräkten, samt hans hustru drottning Fredrika Dorotea Vilhelmina promenerande i Hagaparken. Av Jonas Forsslund.

Gustav IV Adolf kallade endast till en riksdag under sin regeringstid, riksdagen 1800, som hölls i Norrköping från mars till juni år 1800. Under riksdagen blev även kungen och drottning Fredrika krönta av ärkebiskop Uno von Troil den 3 april 1800. 
Kröningen ägde rum utan den sedvanliga pompen och ståten. "Varken lokal eller något yttre bidrog att giva ceremonien den glans, en sådan bör äga. Konungen bodde i ett trähus, kyrkan var liten och oansenlig, vädret förfärligt: det regnade hela dagen, som om himmelen varit öppen", skrev en åskådare.
Från november 1806 till maj 1807 styrdes Sverige från Malmö. Kung Gustav IV Adolf bodde med sin drottning Fredrika och tre kungabarn i Residenset vid Stortorget. Med kungafamiljen följde hovstaten och delar av den diplomatiska kåren varför också angränsande byggnader togs i anspråk. I stort sett hela norra sidan av torget disponerades av de förnäma gästerna. I Malmö uppkallades Gustav Adolfs torg efter Gustav IV Adolf, samt Drottningtorget efter drottning Fredrika.

### Nedgång och fall

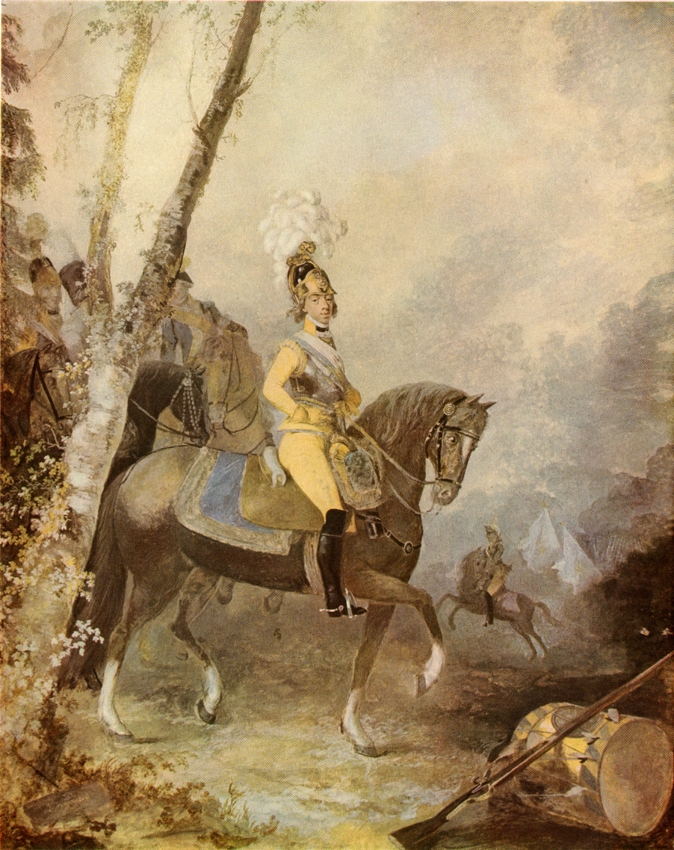
Gustav IV Adolf iklädd Livregementsbrigadens kyrassiärkårs uniform, porträtt från 1800 av Niklas Lafrensen.

Gustav IV Adolfs politik och envishet vid tiden för Napoleons marsch genom Europa ledde till att förtroendet för honom som regent minskade, vilket berörde honom mindre eftersom han var övertygad om giltigheten av kungadömet av Guds nåde.[källa behövs]
Spänningen mellan Napoleon Bonaparte och Gustav IV Adolf ökade när Sverige efter det väpnade neutralitetsförbundets upplösning träffade en uppgörelse med Storbritannien år 1803. Detta års konvention med Storbritannien tillförsäkrade dels Sverige full ersättning för de konvojer som britterna tagit under det föregående kriget med Frankrike, och fritog dels för framtiden Sveriges viktigaste exportartiklar från konfiskering av brittiska krigsfartyg och kapare när dessa varor befann sig ombord på svenska fartyg på väg till neutral hamn. Däremot måste Sverige å andra sidan medge Storbritannien rätt att konfiskera krigskontraband på väg till fientlig hamn. Napoleon, som med oblida ögon såg att Sverige kom på god fot med hans dödsfiende, lät genom artiklar i tidningen Le Moniteur och andra officiella franska pressorgan Gustav Adolf veta att han visat en ovärdig eftergivenhet mot Storbritannien. Det hjälpte inte att Gustav Adolf erbjöd Frankrike en uppgörelse på samma villkor som Storbritannien.
Spänningen mellan de två härskarna växte ytterligare under det besök som Gustav IV Adolf och hans gemål på sommaren 1803 gjorde hos sina släktingar i Baden. Gustav Adolf trivdes så bra där att han stannade ett helt år. Under denna sin utrikesvistelse kom Gustav Adolf, liksom en gång hans far, i nära beröring med de franska emigranterna, och dessa prinsar och ädlingar underblåste inte bara hans avsky för revolutionen utan också hans begynnande ovilja mot Bonaparte. Särskilt kom mystikern Johann Heinrich Jung-Stilling här att utöva ett starkt inflytande på den svenske kungen.
Gustav IV Adolf blev djupt upprörd när Napoleon sedan, på våren 1804, lät gripa och avrätta hertigen av Enghien, en ättling av Frankrikes gamla kungahus. Den svenske kungen befallde sin ambassadör i Frankrike att genast lämna Paris, och då Napoleon kort därefter lät utropa sig till kejsare vägrade Gustav Adolf bestämt att erkänna hans nya värdighet. Han försökte också förmå andra furstar till att handla på samma sätt.
Napoleon svarade med en ytterskt förolämpande tidningsartikel mot den svenske kungen i Le Moniteur:
| ” | Ni är ännu ung, men om Ni en gång vid mogen ålder läser de noter, Ni hittat på, under det Ni reste omkring, skall Ni säkert ångra, att Ni icke följt Edra erfarna och trogna ministrars råd. Ni skall då göra, vad Ni alltid bort: Ni skall icke hava i sikte annat än Ert fäderneslands bästa. Vad det har gjort för Er och Edra förfäder kräver, att Ni icke uppoffrar dess väl för fåfänga och fantastiska passioner. Ni skall inte försöka annat, än vad som står i Er förmåga, och icke uppvigla de tyska staterna till krig, då Ni icke alls kan bidraga till framgång av kriget. | „ |

Slutligen lät den franska regeringen Gustav Adolf veta att man inte ämnade straffa "den redliga och käcka svenska nationen" för dess kungs villfarelser utan alltid skulle komma att behandla Frankrikes forna bundsförvant väl och anse den svenska flaggan såsom tillhörig "de Gustaver, som regerat fore Eder". Detta hade i sin tur till följd att den franske ambassadören i Stockholm blev utvisad från Sverige och alla förbindelser mellan Sverige och Frankrike avbröts. Inte ens franska böcker eller tidningar fick längre införas till Sverige. De svenska tidningarna förbjöds att omnämna några som helst nyheter angående de inre förhållandena i Frankrike eller om Bonapartes person eller släkt. Om han över huvud taget behövde omnämnas skulle det ske under beteckningen "M" (Monsieur).
Vid samma tid visade Gustav Adolf sina sympatier för de landsflyktiga Bourbonerna genom att upplåta landshövdingeresidenset i Kalmar till samlingsplats för ättens huvudman, sedermera Ludvig XVIII, hans yngre bror och brorson samt flera förnäma franska emigranter. Under tre veckor förde de landsflyktiga prinsarna här ett litet hov med samma etikett som i Versailles. Ett svenskt kompani var beordrat att göra vakttjänst hos den franske tronpretendenten, och myndigheterna hade fått befallning att bemöta honom som regerande kung.
Gustav IV Adolfs personliga avsky mot franska revolutionen och Napoleon och hans orealistiska syn på Sveriges militära styrka gjorde att Sverige förklarade Frankrike krig, det så kallade svensk-franska kriget 1805–1810. Till kriget bidrog att Sverige var beroende av handeln med Storbritannien, och därför motsatte sig kontinentalsystemet, som var en handelsblockad mot Storbritannien. Vid freden i Paris tvingades Sverige ändå gå med i kontinentalsystemet. 
Även det så kallade Finska kriget 1808–1809 slutade med förlust. Vid freden i Fredrikshamn, som undertecknades den 17 september 1809, tvingades Sverige avträda hela området Finland och landskapet Österbotten till Ryssland. När de nämnda fredsavtalen undertecknades var emellertid kungen redan avsatt.
Missnöjet med kungen hade vuxit under flera år och nu gick hans motståndare till handling. Ett uppror bröt ut i Värmland där Georg Adlersparre den 7 mars 1809 tog befälet över norra armén. När dessa nyheter nådde Stockholm beslöt sig Gustav Adolf för att lämna huvudstaden och ta befäl över södra armén, för att därefter kunna slå till mot upprorsmakarna. Kuppmakarna, av vilka vissa fanns i Stockholm, insåg att man behövde slå till snabbt och hindra kungen från att resa. Den 13 mars tågade Carl Johan Adlercreutz och sex andra officerare upp på slottet och förklarade att
| ” | hela nationen vore försatt i häpnad öfver rikets olyckliga ställning och konungens tillämnade afresa och att man vore fastbesluten att afböja den. | „ |

De arresterade kungen och han sattes med sin familj i husarrest på Gripsholms slott. Den 10 maj samma år avsattes han av ständerna och han och hela hans familj, inklusive den tioårige kronprinsen, förklarades vara den svenska kronan för all framtid förlustig. Budskapet om detta mottog han med lugn. Han förtröstade, som han skrev i ett brev till sin farbror, hertig Karl, "på Den, som styrer rikens öden, och som till- och avsätter konungar". Men när han fick veta hur enhälligt beslutet fattats, blev han "mycket rörd och blev därefter länge gråtande".
I historieskrivningen tecknades länge bilden av Gustav IV Adolf och hans regering av 1809 års män och deras efterföljare. De framställde Gustav IV Adolf som en obegåvad och känslomässigt överspänd person vars politik dikterades av tillfälliga och känslobetonade faktorer som tidvis tog sig rent sinnesförvirrade uttryck. Medaljer som Gustaf IV Adolf utdelat återkallades och ersattes med nya utan hans namn och skyltar. Emblem, minnesmärken och liknande som bar hans namn togs bort. Detta är ett av få fall i Sverige där staten och dess myndigheter utfört ett försök till damnatio memoriae, eller att försöka utradera minnet av någon.
Dock glömdes ett par namngivningar bort: Socknen Viby i Skåne bytte namn till Gustav Adolf i samband med att prinsen döptes och har kvar detta namn. Även socknarna Gustav Adolf i Värmland, tidigare Deglunden och i Västergötland, en utbrytning ur Habo socken, är namngivna efter den dåtida kronprinsen. I södra Lappland finns de tre orterna Fredrika, Vilhelmina och Dorotea som namngavs efter Gustav IV Adolfs gemål, drottning Fredrika Dorotea Wilhelmina. I Finland finns också kommunen Gustav Adolfs som är uppkallad efter kungen.

### Efter abdikationen

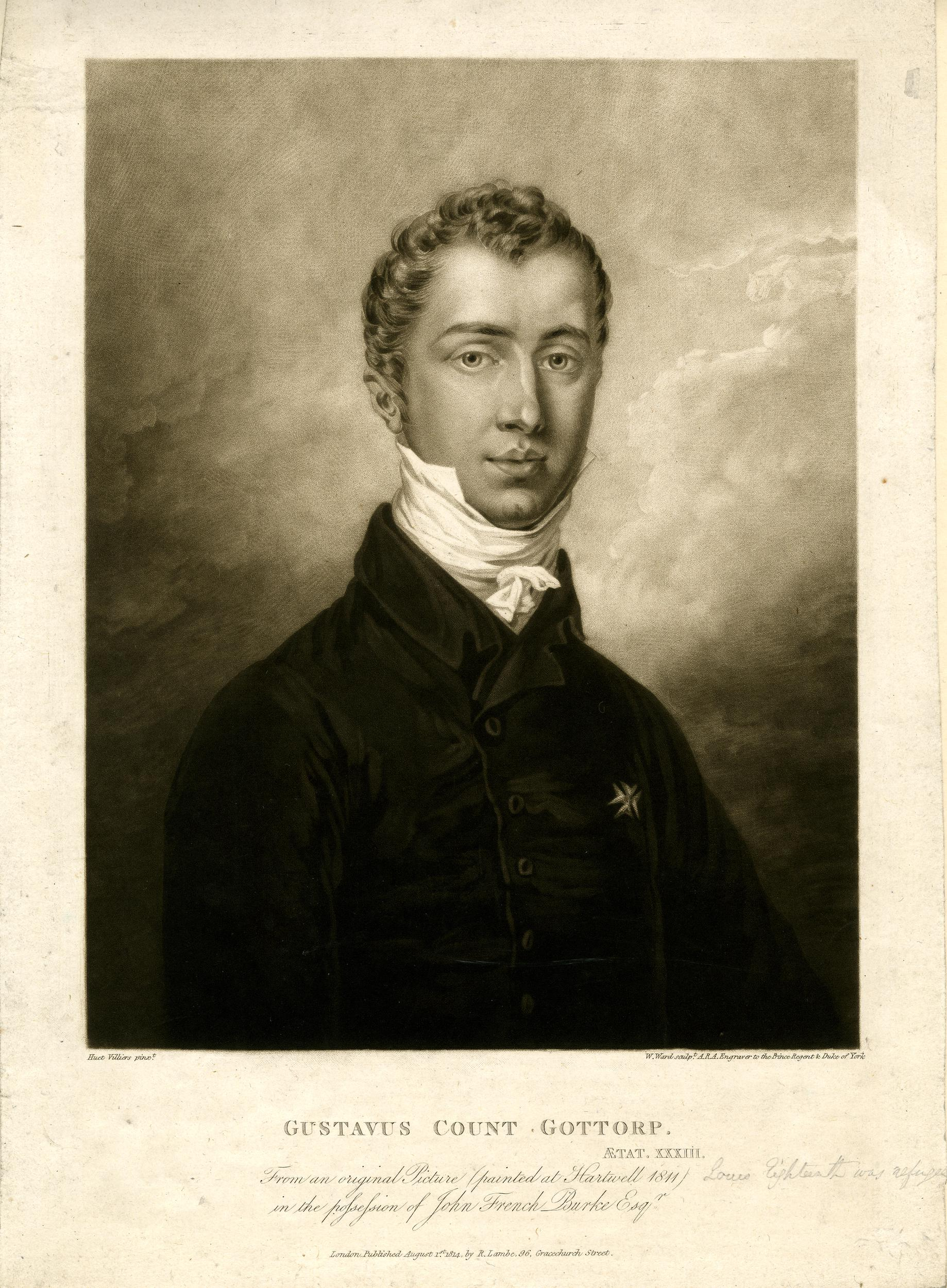
Kopparstick från 1814 som visar Gustaf IV Adolf som Gustaf, Greve av Gottorp, efter ett porträtt utfört 1811.

I slutet på året utvisades familjen och sattes i en vagn med adress ut från landet med båt från Karlskrona. De eskorterande officerarna var, för att undvika uppseende, förklädda till borgare men hade vapen gömda under kläderna.
Efter att ha stannat till i Köpenhamn och därefter i Frankfurt, välkomnades de av Fredrikas mor i Bruchsal och därefter bosatte sig familjen på slottet i Baden där Fredrika vuxit upp. De sade farväl till sitt svenska följe, general Anders Fredrik Skjöldenbrand och baron von Otter, och behöll endast en läkare, en stallmästare och sonens lärare som svenskar vid sitt hov. De erbjöds av Fredrikas farfar att bosätta sig på slottet Mersburg vid Bodensjön, men Gustav Adolf avreste plötsligt, utan förvarning och utan att meddela Fredrika, ensam till Schweiz.
Till underhåll åt Gustav Adolf och hans familj hade ständerna anslagit 100 000 riksdaler om året. Därav utgjordes dock något över hälften av ränta på kungahusets enskilda förmögenhet, som man lagt beslag på. Utbetalningen av understödet blev emellertid av riksdagen förknippad med villkoret att ingen av familjen någonsin fick beträda Sveriges jord och inte heller ändra vistelseort utan svenska regeringens bifall. Det ville dock Gustav Adolf inte gå med på, och därför kom han själv aldrig i åtnjutande av anslaget utan överlät sin andel däri åt sin gemål. Gustav Adolf hade redan i början av sin fångenskap på Gripsholm bestämt vägrat att ta emot något understöd från Sverige. I ett brev till sin farbror uttalade han den önskan, att hans fädernesland inte skulle belastas med några utgifter för hans skull.
Gustaf Adolf och Fredrika separerade år 1810. Fredrika bosatte sig med barnen på ett annat slott i närheten av Karlsruhe, medan Gustav Adolf bosatte sig i Basel. År 1811 inleddes skilsmässoförhandlingar. Det var Gustav Adolf som ansökte om skilsmässa, medan Fredrika motsatte sig den. Gustav Adolf angav som skäl att han ville skaffa många barn men inte kungliga sådana, att han ville leva ett enkelt religiöst liv med en religiös maka, gärna bland herrnhutarna, och att han föredrog att gifta sig under sin rang för att kunna göra det.
Som frånskild svensk exkung förde han därefter ett kringflackande liv på kontinenten som "greven av Gottorp", och senare, överste Gustafsson. Han hade ett flertal älskarinnor och med tre av dem fick han barn. En kvinna fick han trillingar med. Det enda barn han erkände var sonen Adolf Gustavsson (1820–1907) som han fick med sin älskarinna Maria Schlegel. Gustav Adolf upprätthöll en brevväxling med sin mor fram till hennes död 1813. Han ville år 1812 gifta sig med en tjänsteflicka vid namn Iselin, men misslyckades då alla präster han tillfrågade av olika anledningar vägrade viga paret. Iselin ska ha smittat honom med en venerisk sjukdom, bestulit honom och övergivit honom då han beslutat att företa en pilgrimsresa till Jerusalem med henne.

Miniatyrporträtt föreställande Gustav IV Adolf som överste Gustafsson ca. 1830. Livrustkammaren

I oktober 1833 begav han sig till Weisses Rössli ("Vita hästen"), ett värdshus i St Gallen i Schweiz. Han gick alltid i samma dräkt: en blå, ganska sliten bonjour, knäppt ända upp till halsen, och svart halsduk. "Det var en god man men oerhört envis", berättade värden på stället för Bernhard von Beskow. Där dog han också fyra år senare i ett slaganfall den 7 februari 1837, ensam, alkoholiserad[källa behövs] och utfattig.
Efter kronprinsen och sedermera regenten Gustaf V:s giftermål med Gustav Adolfs dottersondotter Victoria av Baden 1884, återbördades hans stoft från Oldenburg till Riddarholmskyrkan i Stockholm. Hans son Gustav av Wasa, död 1877, och dennes son Ludvig av Wasa, död 1832, fördes också till Sverige och lades i det Gustavianska gravvalvet den 29 maj 1884. Därefter påbörjades också en omvärdering av hans tidigare i Sverige svårt fläckade eftermäle.

### Inspiration och eftermäle
Redan i sin livstid fanns det många som inspirerades av och hyllade Gustaf Adolf, däribland flera diktare, för att han inte ha givit efter för Napoleon. Den brittiske poeten William Wordsworth skrev 1809 en dikt i sitt verk Poems där den ingår under avdelningen "Sonetter dedikerade till Friheten". Detta poem säger i sin inledning sa
| ”                                      | Call not the royal Swede unfortunate, Who never did to Fortune bend the knee: Who slighted fear; rejected steadfastly Temptation; and whose kingly name and state Have ‘perished by his choice, and not his fate!’ | „ |
| – Call not the royal Swede unfortunate | |   |

Vilket på svenska blir ungefär: 

Även den kände franske författaren Victor Hugo skrev 1825 ett ode till kungen under titeln Au colonel Gustaffson där han bland annat säger:
| ”                       | Gustave, jeune encor, quitta le diadème, Pour que rien ne manquât à sa grandeur suprême; Et, tant que de l’Europe, en proie aux longs revers, Sous les pas du géant vacilla l’équilibre, Plus haut que tous les rois il leva son front libre, Échappé du trône et des fers. | „ |
| – Au Colonel Gustaffson | |   |

Detta översatt till svenska blir ungefär:

Hos båda dessa poeter framstår Gustav Adolf i positivt dager, som en som inte ger efter för tyranni eller maktspråk, som modigt står på sig, trots att det drabbar honom personligen.

## Bilder

Gustav IV Adolf som barn lekande på en gunghäst, bärandes Ekolsundsdräkten. Målning av Carl Fredrik von Breda. (1784)
Gustaf IV Adolf avporträtterad 1785 i Svensk furstlig dräkt, av Per Krafft d.ä. (1785)
Gustaf IV Adolf avporträtterad 1787 i svensk furstlig dräkt, av Lorens Pasch d.y. (1787)
Gustav IV Adolf avporträtterad i juni 1792 iklädd Livgardets uniform m/1792, av Niklas Lafrensen. (1792)
Gustav IV Adolf som fjortonåring, iklädd Livgardets uniform m/1792. (1793)
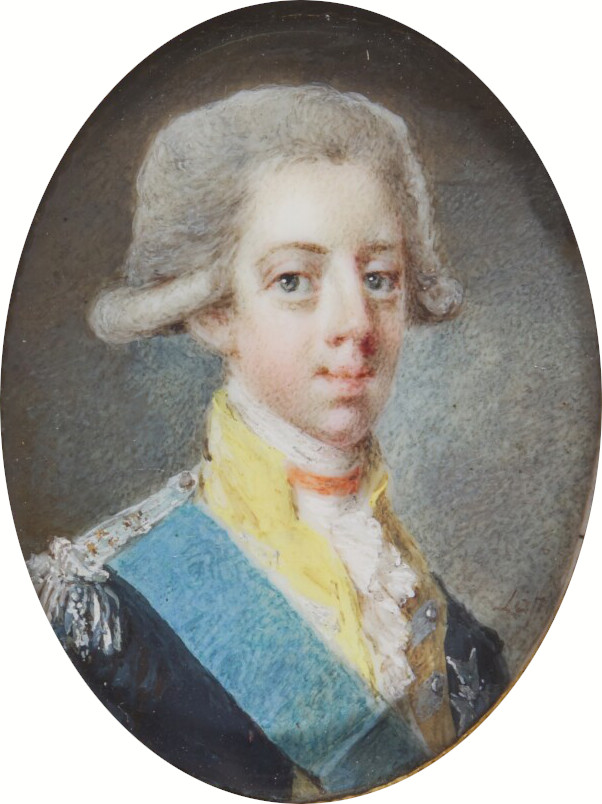
Gustav IV Adolf i Svea Livgardes uniform m/1792 av Lafrensen. (1795)
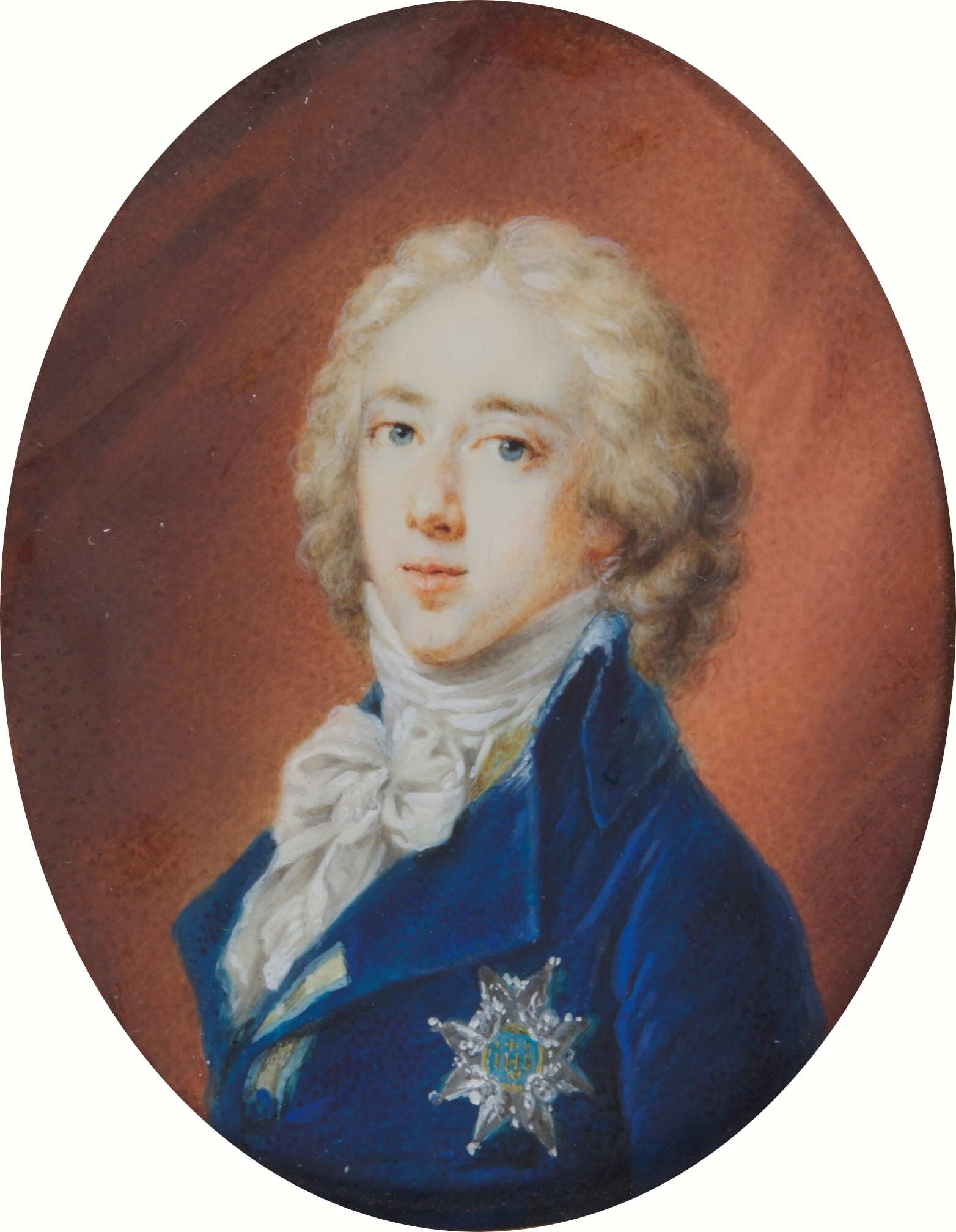
Gustav IV Adolf avporträtterad myndighetsåret av Johan Erik Bolinder. (1796)
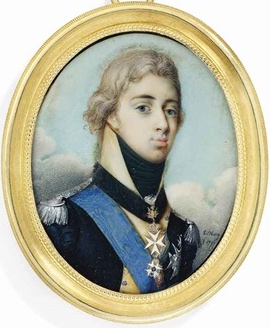
Gustav IV Adolf i uniform av Jacob Axel Gillberg (1797).
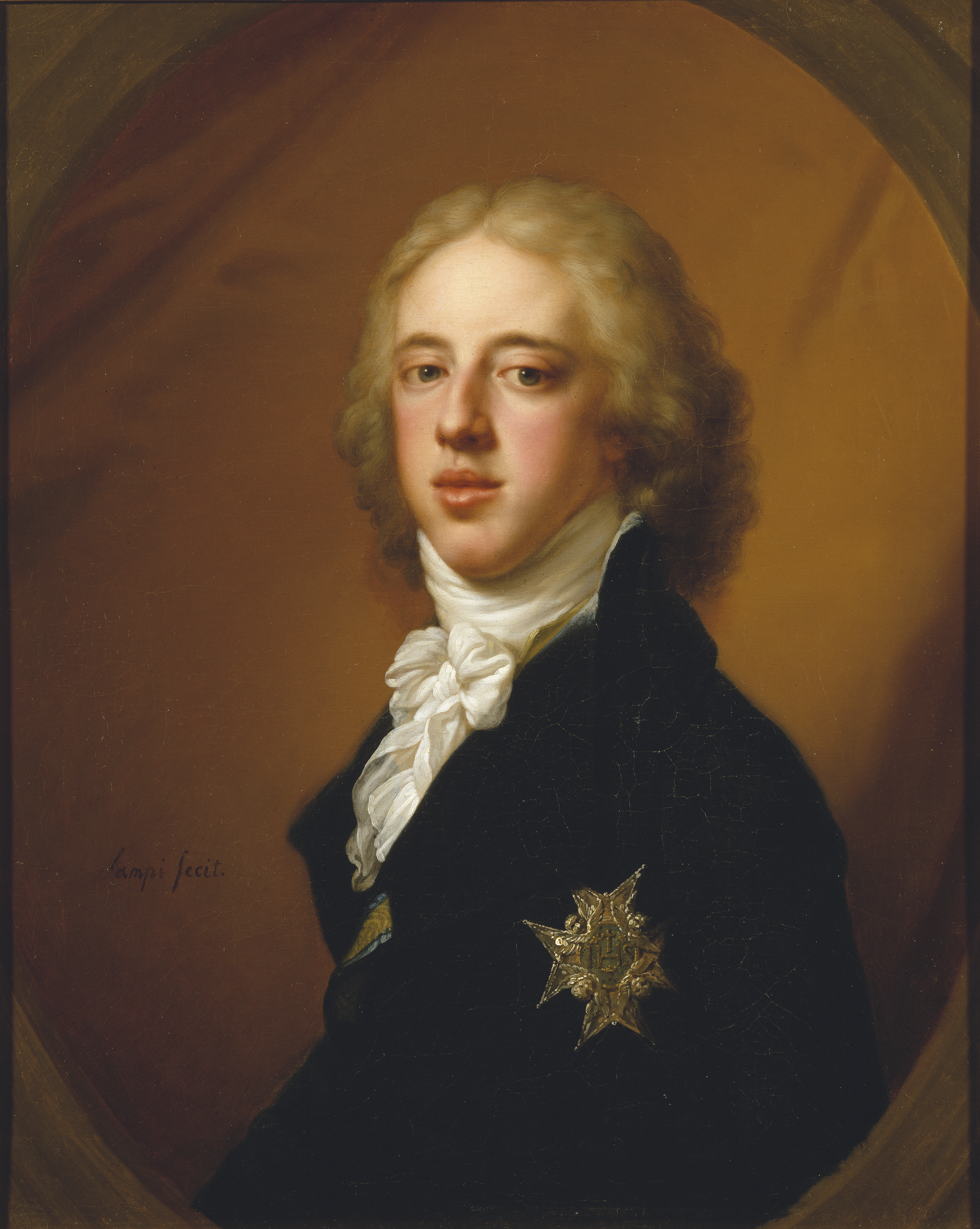
Gustav IV Adolf av Johann Baptist Lampi den äldre (1800)
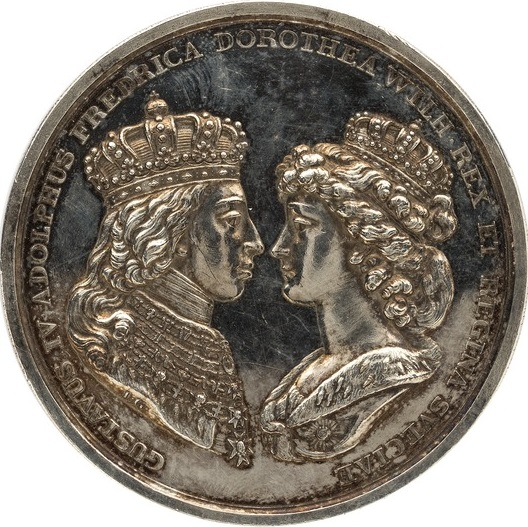
Minnesmedalj från Gustav IV Adolfs och Fredrika Wilhelminas kröning den 3 april 1800.
Gustav IV Adolf i uniform. Miniatyr av Gerhard von Kügelgen (1802).
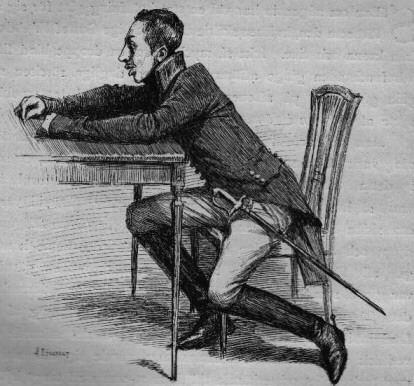
Gustav IV Adolf, teckning av Albert Edelfelt
Gustav IV Adolfs rum på värdshuset Zum Weissen Rössli, S:t Gallen, i vilket han dog 1837.
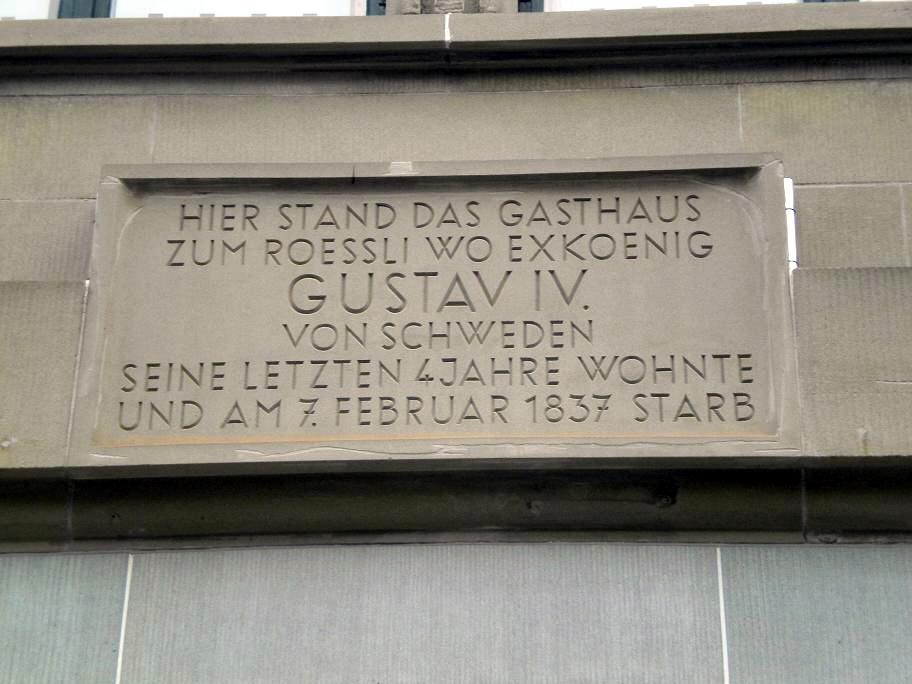
Minnestext i St. Gallen på huset som ligger där Gustav Adolf dog 1837.

## Familj
Barn med drottning Fredrika:
1. Gustav (1799–1877), prins av Wasa
2. Sofia (1801–1865), farmor till Victoria av Baden, gift med Gustaf V
3. Karl Gustav (1802–1805), storfurste av Finland
4. Amalia (1805–1853)
5. Cecilia (1807–1844)

Barn med Maria Schlegel:
1. Adolf, född cirka år 1820, död år 1907.[24]

## Anfäder
|                         |  |  |  |  |  |  |  |                               |  |  |  |  |  |  |  |                              |  |  |  |  |  |  |  |                                                                     |  |  |  |  |  |  |  | 16. Hertig Kristian Albrekt av Holstein-Gottorp           |
|                         |  |  |  |  |  |  |  |                               |  |  |  |  |  |  |  |                              |  |  |  |  |  |  |  |                                                                     |  |  |  |  |  |  |  |                                                           |
|                         |  |  |  |  |  |  |  |                               |  |  |  |  |  |  |  |                              |  |  |  |  |  |  |  | 8. Prins Kristian August av Holstein-Gottorp, furstbiskop av Lübeck |  |  |  |  |  |  |  |                                                           |
|                         |  |  |  |  |  |  |  |                               |  |  |  |  |  |  |  |                              |  |  |  |  |  |  |  |                                                                     |  |  |  |  |  |  |  |                                                           |
|                         |  |  |  |  |  |  |  |                               |  |  |  |  |  |  |  |                              |  |  |  |  |  |  |  |                                                                     |  |  |  |  |  |  |  | 17. Fredrika Amalia av Danmark                            |
|                         |  |  |  |  |  |  |  |                               |  |  |  |  |  |  |  |                              |  |  |  |  |  |  |  |                                                                     |  |  |  |  |  |  |  |                                                           |
|                         |  |  |  |  |  |  |  |                               |  |  |  |  |  |  |  | 4. Kung Adolf Fredrik        |  |  |  |  |  |  |  |                                                                     |  |  |  |  |  |  |  |                                                           |
|                         |  |  |  |  |  |  |  |                               |  |  |  |  |  |  |  |                              |  |  |  |  |  |  |  |                                                                     |  |  |  |  |  |  |  |                                                           |
|                         |  |  |  |  |  |  |  |                               |  |  |  |  |  |  |  |                              |  |  |  |  |  |  |  |                                                                     |  |  |  |  |  |  |  | 18. Markgreve Fredrik VII av Baden-Durlach                |
|                         |  |  |  |  |  |  |  |                               |  |  |  |  |  |  |  |                              |  |  |  |  |  |  |  |                                                                     |  |  |  |  |  |  |  |                                                           |
|                         |  |  |  |  |  |  |  |                               |  |  |  |  |  |  |  |                              |  |  |  |  |  |  |  | 9. Markgrevinnan Albertina Fredrika av Baden Durlach                |  |  |  |  |  |  |  |                                                           |
|                         |  |  |  |  |  |  |  |                               |  |  |  |  |  |  |  |                              |  |  |  |  |  |  |  |                                                                     |  |  |  |  |  |  |  |                                                           |
|                         |  |  |  |  |  |  |  |                               |  |  |  |  |  |  |  |                              |  |  |  |  |  |  |  |                                                                     |  |  |  |  |  |  |  | 19. Augusta Maria av Holstein-Gottorp                     |
|                         |  |  |  |  |  |  |  |                               |  |  |  |  |  |  |  |                              |  |  |  |  |  |  |  |                                                                     |  |  |  |  |  |  |  |                                                           |
|                         |  |  |  |  |  |  |  | 2. Kung Gustaf III            |  |  |  |  |  |  |  |                              |  |  |  |  |  |  |  |                                                                     |  |  |  |  |  |  |  |                                                           |
|                         |  |  |  |  |  |  |  |                               |  |  |  |  |  |  |  |                              |  |  |  |  |  |  |  |                                                                     |  |  |  |  |  |  |  |                                                           |
|                         |  |  |  |  |  |  |  |                               |  |  |  |  |  |  |  |                              |  |  |  |  |  |  |  |                                                                     |  |  |  |  |  |  |  | 20. Kung Fredrik I av Preussen                            |
|                         |  |  |  |  |  |  |  |                               |  |  |  |  |  |  |  |                              |  |  |  |  |  |  |  |                                                                     |  |  |  |  |  |  |  |                                                           |
|                         |  |  |  |  |  |  |  |                               |  |  |  |  |  |  |  |                              |  |  |  |  |  |  |  | 10. Kung Fredrik Vilhelm I av Preussen                              |  |  |  |  |  |  |  |                                                           |
|                         |  |  |  |  |  |  |  |                               |  |  |  |  |  |  |  |                              |  |  |  |  |  |  |  |                                                                     |  |  |  |  |  |  |  |                                                           |
|                         |  |  |  |  |  |  |  |                               |  |  |  |  |  |  |  |                              |  |  |  |  |  |  |  |                                                                     |  |  |  |  |  |  |  | 21. Sofia Charlotta av Hannover                           |
|                         |  |  |  |  |  |  |  |                               |  |  |  |  |  |  |  |                              |  |  |  |  |  |  |  |                                                                     |  |  |  |  |  |  |  |                                                           |
|                         |  |  |  |  |  |  |  |                               |  |  |  |  |  |  |  | 5. Lovisa Ulrika av Preussen |  |  |  |  |  |  |  |                                                                     |  |  |  |  |  |  |  |                                                           |
|                         |  |  |  |  |  |  |  |                               |  |  |  |  |  |  |  |                              |  |  |  |  |  |  |  |                                                                     |  |  |  |  |  |  |  |                                                           |
|                         |  |  |  |  |  |  |  |                               |  |  |  |  |  |  |  |                              |  |  |  |  |  |  |  |                                                                     |  |  |  |  |  |  |  | 22. Samma som 28.                                         |
|                         |  |  |  |  |  |  |  |                               |  |  |  |  |  |  |  |                              |  |  |  |  |  |  |  |                                                                     |  |  |  |  |  |  |  |                                                           |
|                         |  |  |  |  |  |  |  |                               |  |  |  |  |  |  |  |                              |  |  |  |  |  |  |  | 11. Sofia Dorotea av Hannover                                       |  |  |  |  |  |  |  |                                                           |
|                         |  |  |  |  |  |  |  |                               |  |  |  |  |  |  |  |                              |  |  |  |  |  |  |  |                                                                     |  |  |  |  |  |  |  |                                                           |
|                         |  |  |  |  |  |  |  |                               |  |  |  |  |  |  |  |                              |  |  |  |  |  |  |  |                                                                     |  |  |  |  |  |  |  | 23. Samma som 29.                                         |
|                         |  |  |  |  |  |  |  |                               |  |  |  |  |  |  |  |                              |  |  |  |  |  |  |  |                                                                     |  |  |  |  |  |  |  |                                                           |
| 1. Kung Gustaf IV Adolf |  |  |  |  |  |  |  |                               |  |  |  |  |  |  |  |                              |  |  |  |  |  |  |  |                                                                     |  |  |  |  |  |  |  |                                                           |
|                         |  |  |  |  |  |  |  |                               |  |  |  |  |  |  |  |                              |  |  |  |  |  |  |  |                                                                     |  |  |  |  |  |  |  | 24. Kung Fredrik IV av Danmark                            |
|                         |  |  |  |  |  |  |  |                               |  |  |  |  |  |  |  |                              |  |  |  |  |  |  |  |                                                                     |  |  |  |  |  |  |  |                                                           |
|                         |  |  |  |  |  |  |  |                               |  |  |  |  |  |  |  |                              |  |  |  |  |  |  |  | 12. Kung Kristian VI av Danmark                                     |  |  |  |  |  |  |  |                                                           |
|                         |  |  |  |  |  |  |  |                               |  |  |  |  |  |  |  |                              |  |  |  |  |  |  |  |                                                                     |  |  |  |  |  |  |  |                                                           |
|                         |  |  |  |  |  |  |  |                               |  |  |  |  |  |  |  |                              |  |  |  |  |  |  |  |                                                                     |  |  |  |  |  |  |  | 25. Louise av Mecklenburg-Güstrow                         |
|                         |  |  |  |  |  |  |  |                               |  |  |  |  |  |  |  |                              |  |  |  |  |  |  |  |                                                                     |  |  |  |  |  |  |  |                                                           |
|                         |  |  |  |  |  |  |  |                               |  |  |  |  |  |  |  | 6. Kung Fredrik V av Danmark |  |  |  |  |  |  |  |                                                                     |  |  |  |  |  |  |  |                                                           |
|                         |  |  |  |  |  |  |  |                               |  |  |  |  |  |  |  |                              |  |  |  |  |  |  |  |                                                                     |  |  |  |  |  |  |  |                                                           |
|                         |  |  |  |  |  |  |  |                               |  |  |  |  |  |  |  |                              |  |  |  |  |  |  |  |                                                                     |  |  |  |  |  |  |  | 26. Markgreve Kristian Henrik av Brandenburg-Kulmbach     |
|                         |  |  |  |  |  |  |  |                               |  |  |  |  |  |  |  |                              |  |  |  |  |  |  |  |                                                                     |  |  |  |  |  |  |  |                                                           |
|                         |  |  |  |  |  |  |  |                               |  |  |  |  |  |  |  |                              |  |  |  |  |  |  |  | 13. Sofia Magdalena av Brandenburg-Kulmbach                         |  |  |  |  |  |  |  |                                                           |
|                         |  |  |  |  |  |  |  |                               |  |  |  |  |  |  |  |                              |  |  |  |  |  |  |  |                                                                     |  |  |  |  |  |  |  |                                                           |
|                         |  |  |  |  |  |  |  |                               |  |  |  |  |  |  |  |                              |  |  |  |  |  |  |  |                                                                     |  |  |  |  |  |  |  | 27. Sophie Christiane av Wolfstein                        |
|                         |  |  |  |  |  |  |  |                               |  |  |  |  |  |  |  |                              |  |  |  |  |  |  |  |                                                                     |  |  |  |  |  |  |  |                                                           |
|                         |  |  |  |  |  |  |  | 3. Sofia Magdalena av Danmark |  |  |  |  |  |  |  |                              |  |  |  |  |  |  |  |                                                                     |  |  |  |  |  |  |  |                                                           |
|                         |  |  |  |  |  |  |  |                               |  |  |  |  |  |  |  |                              |  |  |  |  |  |  |  |                                                                     |  |  |  |  |  |  |  |                                                           |
|                         |  |  |  |  |  |  |  |                               |  |  |  |  |  |  |  |                              |  |  |  |  |  |  |  |                                                                     |  |  |  |  |  |  |  | 28. Kung Georg I av Storbritannien, kurfurste av Hannover |
|                         |  |  |  |  |  |  |  |                               |  |  |  |  |  |  |  |                              |  |  |  |  |  |  |  |                                                                     |  |  |  |  |  |  |  |                                                           |
|                         |  |  |  |  |  |  |  |                               |  |  |  |  |  |  |  |                              |  |  |  |  |  |  |  | 14. Kung Georg II av Storbritannien, kurfurste av Hannover          |  |  |  |  |  |  |  |                                                           |
|                         |  |  |  |  |  |  |  |                               |  |  |  |  |  |  |  |                              |  |  |  |  |  |  |  |                                                                     |  |  |  |  |  |  |  |                                                           |
|                         |  |  |  |  |  |  |  |                               |  |  |  |  |  |  |  |                              |  |  |  |  |  |  |  |                                                                     |  |  |  |  |  |  |  | 29. Sofia Dorotea av Celle                                |
|                         |  |  |  |  |  |  |  |                               |  |  |  |  |  |  |  |                              |  |  |  |  |  |  |  |                                                                     |  |  |  |  |  |  |  |                                                           |
|                         |  |  |  |  |  |  |  |                               |  |  |  |  |  |  |  | 7. Louise av Storbritannien  |  |  |  |  |  |  |  |                                                                     |  |  |  |  |  |  |  |                                                           |
|                         |  |  |  |  |  |  |  |                               |  |  |  |  |  |  |  |                              |  |  |  |  |  |  |  |                                                                     |  |  |  |  |  |  |  |                                                           |
|                         |  |  |  |  |  |  |  |                               |  |  |  |  |  |  |  |                              |  |  |  |  |  |  |  |                                                                     |  |  |  |  |  |  |  | 30. Markgreve Johan Fredrik av Brandenburg-Ansbach        |
|                         |  |  |  |  |  |  |  |                               |  |  |  |  |  |  |  |                              |  |  |  |  |  |  |  |                                                                     |  |  |  |  |  |  |  |                                                           |
|                         |  |  |  |  |  |  |  |                               |  |  |  |  |  |  |  |                              |  |  |  |  |  |  |  | 15. Caroline av Brandenburg-Ansbach                                 |  |  |  |  |  |  |  |                                                           |
|                         |  |  |  |  |  |  |  |                               |  |  |  |  |  |  |  |                              |  |  |  |  |  |  |  |                                                                     |  |  |  |  |  |  |  |                                                           |
|                         |  |  |  |  |  |  |  |                               |  |  |  |  |  |  |  |                              |  |  |  |  |  |  |  |                                                                     |  |  |  |  |  |  |  | 31. Eleonore Erdmuthe av Sachsen-Eisenach                 |
|                         |  |  |  |  |  |  |  |                               |  |  |  |  |  |  |  |                              |  |  |  |  |  |  |  |                                                                     |  |  |  |  |  |  |  |                                                           |

## Orter och platser namngivna efter Gustav IV Adolf
Gustav Adolfs socken i Skåne fick sitt namn i samband med att kronprins Gustav Adolf döptes 1778. Även Gustav Adolfs socken i Västergötland har fått sitt namn efter honom. I Malmö är Gustav Adolfs torg uppkallat efter konungen till minne av att han residerade i staden 1806–1807. Gustav Adolfs kommun i Päijänne-Tavastland i Finland har också fått sitt namn efter Gustaf IV Adolf.